# Route nationale 522
Pour les articles homonymes, voir Route 522.
La route nationale 522 ou RN 522 était une route nationale française reliant Saint-Jean-de-Bournay à Lancin.
À la suite de la réforme de 1972, elle a été déclassée en RD 522.

## Ancien tracé de Saint-Jean-de-Bournay à Lancin (D 522)
- Saint-Jean-de-Bournay (km 0)
- Meyrieu-les-Étangs (km 5)
- Bourgoin-Jallieu (km 17)
- Salagnon (km 29)
- Lancin, commune de Courtenay (km 37)